# Viooltjesfamilie
De viooltjesfamilie (Violaceae) is een familie van bedektzadige planten. De familie is vooral bekend van het viooltje (Viola). Enkele bekende soorten uit deze familie zijn:
- Hybanthus enneaspermus
- Melicytus crassifolius
- Akkerviooltje (Viola arvensis)
- Bosviooltje (Viola riviniana)
- Donkersporig bosviooltje (Viola reichenbachiana)
- Driekleurig viooltje (Viola tricolor)
- Duinviooltje (Viola curtisii)
- Hondsviooltje (Viola canina)
- Hoornviooltje (Viola cornuta)
- Langsporig viooltje (Viola calcarata)
- Maarts viooltje (Viola odorata)
- Moerasviooltje (Viola palustris)
- Zinkviooltje (Viola lutea subsp. calaminaria)

Wereldwijd telt de familie zo'n 800 soorten in 20 geslachten. De geslachten Viola (400), Rinorea (200) en Hybanthus (150) nemen daarvan het merendeel voor hun rekening.
In het Cronquist-systeem (1981) werd de Viooltjesfamilie geplaatst in de orde Violales.